# L'Esclave grecque
L'Esclave grecque (The Greek Slave en anglais) est une statue du sculpteur américain Hiram Powers réalisée à Florence (Italie) pour la première fois en 1844. Elle représente, selon son créateur, une jeune femme grecque dénudée et enchaînée après avoir été capturée par des Turcs de l'Empire ottoman durant la Révolution grecque. Acclamée par la critique pendant le XIXe siècle, c'est l'une des œuvres d'art américain les mieux connues de ce siècle,,.
En 1843, Hiram Powers fabrique dans l'argile une première version de son œuvre. Un an plus tard, la première copie en marbre est complétée. Cinq autres copies en marbre seront fabriquées pour des collectionneurs privés ; d'autres de taille plus petite seront également vendues. Au XXIe siècle, quatre copies sont exposées au château de Raby (Angleterre), à la Yale University Art Gallery (É.-U.), à la Corcoran Gallery of Art (É.-U.) et au Brooklyn Museum (É.-U.).

## Description
La statue dépeint une jeune femme nue et enchaînée ; dans une main, elle tient une petite croix attachée à une petite chaîne et une médaille. Sa main droite s'appuie sur un court poteau sur lequel est enroulé un châle orné de franges. Le vêtement sert également de tapis pour la jeune femme. Powers décrit le sujet de son œuvre ainsi :

« L'Esclave a été capturée par les Turcs sur l'une des îles grecques, à l'époque de la Révolution grecque, dont l'histoire est connue de tous. Son père et sa mère, peut-être toute sa famille, ont été tués par ses ennemis ; il ne reste qu'elle, un trésor trop précieux pour être jeté. Elle se trouve dorénavant chez des étrangers barbares, soumise entièrement aux conséquences des terribles évènements qui l'ont menés à cet état. Elle est exposée aux regards des gens qu'elle abhorre et attend anxieusement ce qui lui arrivera, tout en étant soutenue par sa croyance dans la bonté de Dieu. Rassemblez toutes les afflictions, mélangez-les à la fortitude et à la résignation d'une chrétienne et il ne restera aucune place à la honte,. »

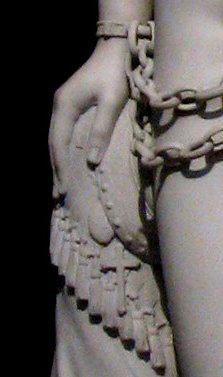
Détail de la statue, montrant la main qui tient une croix et une médaille.

Lorsque la statue est exposée dans le cadre d'un tour en 1848, Miner Kilbourne Kellogg, ami de l'artiste chargé du tour, a rédigé une brochure pour les visiteurs. Il donne sa perception de l'œuvre :

« Apparemment, le sujet est simplement une jeune fille grecque, capturée par des Turcs et exposée à Istanbul, dans le but de la vendre. La croix et la médaille, visibles dans le drapé, indiquent qu'elle est chrétienne et aimée. Néanmoins, cette description est insuffisante pour décrire complètement la statue. Elle dépeint un être qui transcende la souffrance, élevé au-delà de la dégradation par sa pureté intérieure et sa force de caractère. L'Esclave grecque est donc emblématique du procès auquel est soumise toute l'humanité ; elle peut donc être vue comme une forme de résignation, une vertu inaltérable ou une sublime patience,. »

Selon l'historien de l'art Alexander Nemerov, elle a pour but de dénoncer l'esclavage aux États-Unis.

## Accueil
Lors des premières expositions, la nudité offusque le public. Powers réplique en suggérant que la jeune femme est le parfait exemple de la chasteté et de la pureté chrétiennes, parce qu'elle tente de cacher sa nudité aux yeux des passants. Il ajoute qu'elle n'est pas dénudée par sa faute, elle doit son état à ses ravisseurs, des Turcs, qui l'ont déshabillée dans le but de la vendre. Cette réplique est très bien accueillie, au point que des pasteurs chrétiens exhortent leur congrégation à aller voir cette statue quand elle est exposée dans leur région. C'est la première statue d'une femme complètement nue de taille humaine qui est exposée en sol américain.
Des spectateurs comparent la statue aux esclaves des plantations du Sud des États-Unis. Le public américain ignore cette comparaison dans un premier temps, mais lorsque la guerre civile américaine se dessine, des abolitionnistes commencent à utiliser l'œuvre comme symbole et à la comparer à l'« Esclave de Virginie » (Virginian Slave), une femme noire enchaînée à un piédestal,,.
Cette comparaison inspire le poète John Greenleaf Whittier. La statue est aussi le sujet d'un sonnet d'Elizabeth Barrett Browning. L'abolitionniste Maria White Lowell écrit que L'Esclave grecque « était une vision de la beauté qui nous invite toujours à se rappeler le premier temps où celle-ci a existé [c'est-à-dire l'éden] »,. L'œuvre inspire la création d'ouvrages en prose et en poèmes. En 1848, alors qu'elle marchait dans le parc public Boston Common, la féministe et abolitionniste américaine Lucy Stone s'est arrêtée pour admirer la statue puis a fondu en larmes, voyant ses chaînes comme un symbole de l'oppression des femmes par les hommes. À partir de ce jour, dans ses discours en faveur des Noirs, elle a régulièrement parlé en faveur des droits des femmes.

## Fabrication

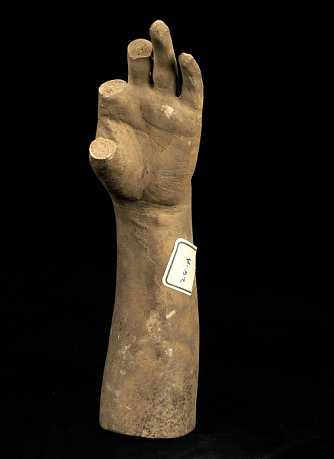
Moule de l'avant-bras et de la main gauches ; des doigts sont manquants.

C'est en 1843 à Florence, en Italie, que Hiram Powers fabrique dans l'argile la première version de son œuvre. Les dimensions de la statue sont de 165,7 x 53,3 x 46,4 cm. Pour la pose de la jeune femme, il se serait inspiré de la Vénus de Médicis exposée à la galerie des Offices à Florence.
Son Esclave grecque est une œuvre à reproduire dans le marbre, une technique courante au XIXe siècle. Comme ses contemporains, Powers délègue la sculpture dans le marbre à des équipes d'artisans habiles. Après avoir complété la statue en argile, il remet le modèle à des plâtriers-mouleurs. Ils créent alors des moules en plâtre, qui servent à créer un seul moule en plâtre solide. Ce dernier moule sert de « carte » 3D en ce sens que les plâtriers-mouleurs marquent au crayon et piquent des pointes métalliques dans le moule ; ces marques et ces pointes serviront de guides lorsque la statue sera sculptée mécaniquement dans le marbre. Ensuite, les sculpteurs recourent au pantographe des sculpteurs pour guider la taille dans le bloc de marbre. Le pantographe est ajusté sur le modèle puis déplacé sur le bloc à tailler. Cette opération est répétée des centaines de fois, le pantographe servant à indiquer la profondeur et la position de la taille sur le bloc de marbre. C'est ainsi qu'est créée la statue finale.
Cependant, la croix, la chaîne et la médaille sont reproduits sans guide mécanique ; ils sont donc différents d'une copie à l'autre. Le moule original de 1843, avec les marques et les pointes métalliques, fait partie des collections du Smithsonian American Art Museum ; le musée conserve aussi de petites statues de Powers.

## Copies

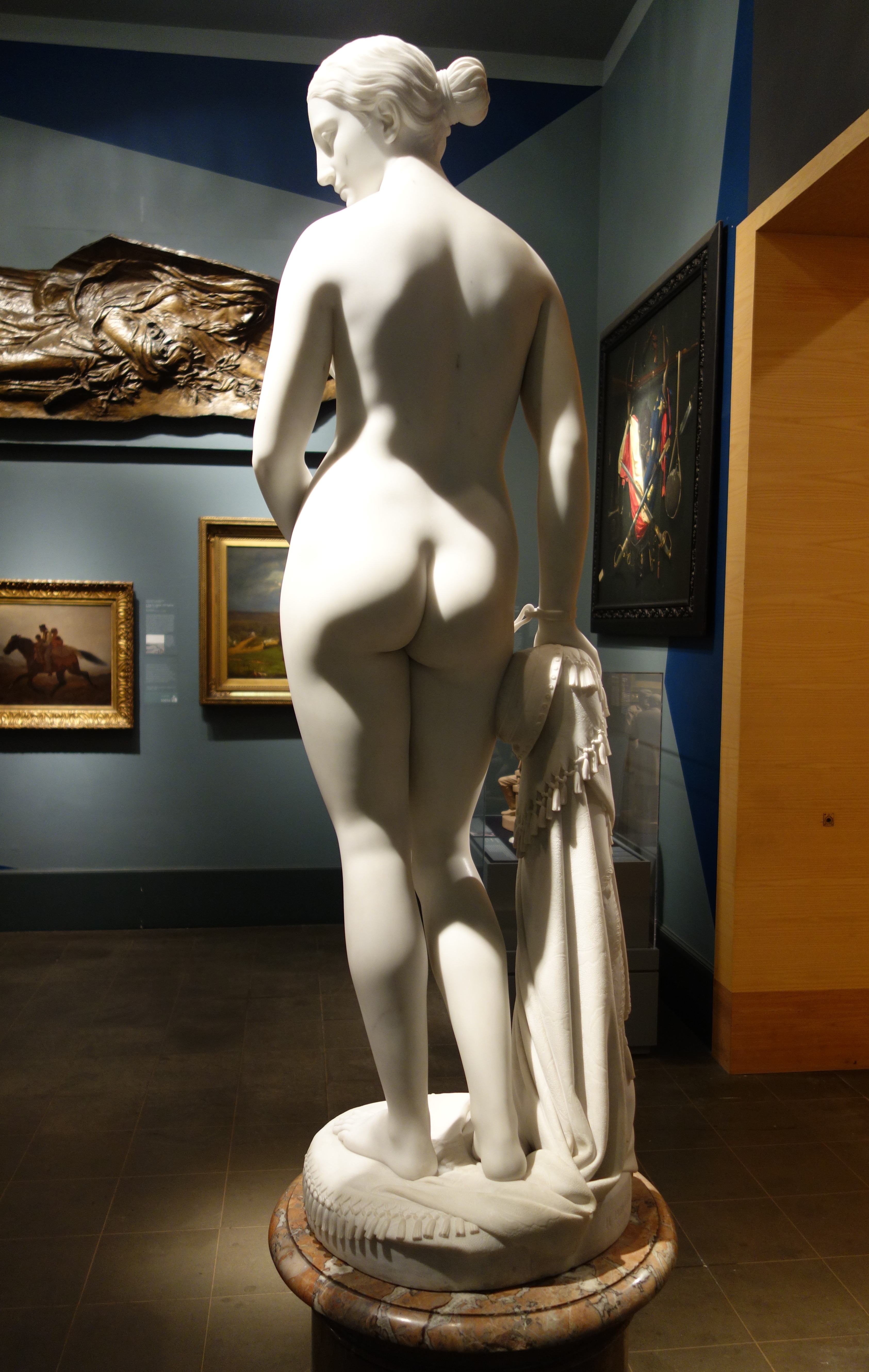
Vue de l'arrière de la statue exposée au Brooklyn Museum à New York.

Le studio de Powers a commandé six copies en marbre. Identique à quelques détails près, chacune a été vendue à un collectionneur privé. Un Anglais a acquis une première copie en marbre, qui a été exposée à Londres en 1845 sur Pall Mall. En 1851, elle est en vedette au palais d'expositions Crystal Palace ; quatre ans plus tard, elle se trouve à Paris. En 2016, elle fait partie des collections du château de Raby,. Le banquier et philanthrope américain William Wilson Corcoran acquiert une seconde copie en 1851, qu'il donnera à la future Corcoran Gallery of Art situé à Washington, D.C., À la suite de problèmes financiers récurrents, l'ensemble de la collection de la Corcoran Gallery of Art est cédé en 2014 à la National Gallery of Art. Une copie fait partie de la collection du Brooklyn Museum. La renommée de l'œuvre de Powers est si grande qu'il a vu apparaître des copies non autorisées, il a alors tenté de breveter son œuvre, mais il a échoué.
Des copies plus petites ont été fabriquées, dont une de taille réduite en marbre (trois-quarts de la taille originale) qui fait partie de la collection du Smithsonian American Art Museum. D'autres font partie des collections de la Vermont State House, du Berkshire Museum à Pittsfield au Massachusetts et du Westervelt Warner Museum of American Art à Tuscaloosa en Alabama.

### Versions notables
Pleines tailles
- Château de Raby, County Durham, Angleterre[24]
- National Gallery of Art, Washington, D.C.[25]
- Newark Museum, Newark, New Jersey[7]
- Yale University Art Gallery, New Haven, Connecticut[1]
- Brooklyn Museum, Brooklyn, New York[4]

Tailles réduites
- Fine Arts Museums of San Francisco[28]
- Smithsonian American Art Museum, Washington, D.C.[29]
- Victoria and Albert Museum, Londres[30]

### Citations originales
1. ↑  « The Slave has been taken from one of the Greek Islands by the Turks, in the time of the Greek revolution, the history of which is familiar to all. Her father and mother, and perhaps all her kindred, have been destroyed by her foes, and she alone preserved as a treasure too valuable to be thrown away. She is now among barbarian strangers, under the pressure of a full recollection of the calamitous events which have brought her to her present state; and she stands exposed to the gaze of the people she abhors, and awaits her fate with intense anxiety, tempered indeed by the support of her reliance upon the goodness of God. Gather all these afflictions together, and add to them the fortitude and resignation of a Christian, and no room will be left for shame. »
2. ↑  « The ostensible subject is merely a Grecian maiden, made captive by the Turks and exposed at Istanbul, for sale. The cross and locket, visible amid the drapery, indicate that she is a Christian, and beloved. But this simple phase by no means completes the meaning of the statue. It represents a being superior to suffering, and raised above degradation, by inward purity and force of character. Thus the Greek Slave is an emblem of the trial to which all humanity is subject, and may be regarded as a type of resignation, uncompromising virtue, or sublime patience. »